# Wilhelm Weidner
Wilhelm Ludwig Johann Weidner (* 1. Juli 1871 in Malchin; † nach 1945) war ein deutscher Gewerkschaftsfunktionär und Mitglied des Nassauischen Kommunallandtags sowie des Provinziallandtags Hessen-Nassau.

## Leben
Wilhelm Weidner wurde als Sohn des Eisenbahnarbeiters Wilhelm Weidner (1829–1883) und dessen Gemahlin Karoline Schmitz (1841–1906) geboren. Nach seiner Schulausbildung erlernte er in seiner Heimat den Beruf des Glasers. 1893 zog es ihn nach Frankfurt/Main, wo er 1898 in die SPD eintrat. Er bildete sich fort und besuchte von 1901 bis 1909 Vorlesungen an der Akademie für Sozial- und Handelswissenschaften in Frankfurt. Als Arbeitnehmervertreter wurde er 1907 Vorstandsmitglied bei der Landesversicherungsanstalt Hessen-Nassau und 1914 hauptamtlicher Mitarbeiter der Gewerkschaft Deutscher Holzarbeiterverband. Daneben hatte er den Posten eines SPD-Gauvorstehers inne. Nach dem Krieg wurde er Mitglied des Reichsbanners Schwarz-Rot-Gold. Er trat in die NSDAP ein und wurde am 13. März 1933 in den Frankfurter Stadtrat gewählt, jedoch bereits am 12. Juli wegen „nationaler Unzuverlässigkeit“ entlassen. Von 1932 bis 1934 fand er eine Anstellung im Rathaus Frankfurt und von 1943 bis 1945 war er im Polizeipräsidium Frankfurt tätig. Nach dem Zweiten Weltkrieg war er in Frankfurt als Beamter tätig. Die Quellenlage gibt über seinen weiteren Lebensweg keinen Aufschluss.

## Politische Ämter
- 1917 bis 1919 Mitglied des Nassauischen Kommunallandtags im Regierungsbezirk Wiesbaden
- 1918 Mitglied des Provinziallandtags der Provinz Hessen-Nassau
- 19. November 1912 bis 10. Mai 1919 Mitglied der Frankfurter Stadtverordnetenversammlung